# Chesny
Chesny es una comuna francesa situada en el departamento de Mosela, en la región de Gran Este.

## Demografía
| 229 | 137 | 328 | 299 | 286 | 370 | 577 |
| Para los censos de 1962 a 1999 la población legal corresponde a la población sin duplicidades (Fuente: INSEE [Consultar]) |     |     |     |     |     |     |